# أبشر(برنامج)
أبشرهو برنامج تلفزيوني إنتاج 2010 من تقديم الإعلامي اللبناني نيشان ديرهاروتيونيان و يعتمد البرنامج على كشف جوانب جديدة من الفنانين و يستضيف فنانين من مختلف أنحاء العالم العربي.

## فكرة البرنامج
يعتمد برنامج أبشر على تقديم الضيوف النجوم و الفنانين من مختلف أنحاء العالم العربي في صورة غير تقليدية ,و تدور فكرة البرنامج حول طريقة مبتكرة لاكتشاف جوانب جديدة للفنانين و الفنانات ,بحيث يبتعد مقدم البرنامج نيشان على طرح أسئلة نقليدية ولكن يقوم بالحث على أمنيات الضيف في كل حلقة و تتنوع أمنيات الضيوف بين الغريبية و المضحكة و المتفائلة ,و يتم إعداد قائمة من الأمنيات المختصرة عن كل شخصية كما تتضمن هذه القائمة الطموحات التي يسعى الضيف لتحقيقها و كذلك تساعد هذه القائمات على المساعدة في معرفة المزيد عن حياة الضيف

## ضيوف الحلقات
يتم دعوة فنان من مختلف مجالات الفن في كل حلقة و ضيوف البرنامج هم
| الحلقة | الضيف            |
| ------ | ---------------- |
| 1      | أحلام            |
| 2      | شيرين عبد الوهاب |
| 3      | قصي خولي         |
| 4      | نايف الراشد      |
| 5      | غادة عبد الرزاق  |
| 6      | راغب علامة       |
| 7      | أصالة نصري       |
| 8      | شجون الهاجري     |
| 9      | هيفاء وهبي       |
| 10     | هند صبري         |
| 11     | ياسر التويجري    |
| 12     | فايز المالكي     |
| 13     | إليسا            |
| 14     | هيفاء حسين       |
| 15     | نجوى كرم         |

## وصلات خارجية
http://www.mbc.net/ar/programs/absher/episodes.html
https://shahid.mbc.net/ar/show/69282/%D8%A3%D8%A8%D8%B4%D8%B1.html